# Vihuela

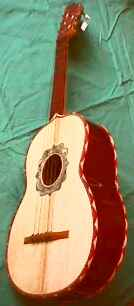
Vihuela mexicană

Vihuela a fost un instrument cu coarde, popular în Spania medievală și renascentistă. A evoluat în chitara barocului. 

## Descriere
Caracteristici:
- corp cu spate și față drepte;
- acordaj în cvarte, cu excepția coardelor din mijloc, separate de o terță mare.

## Galerie de imagini

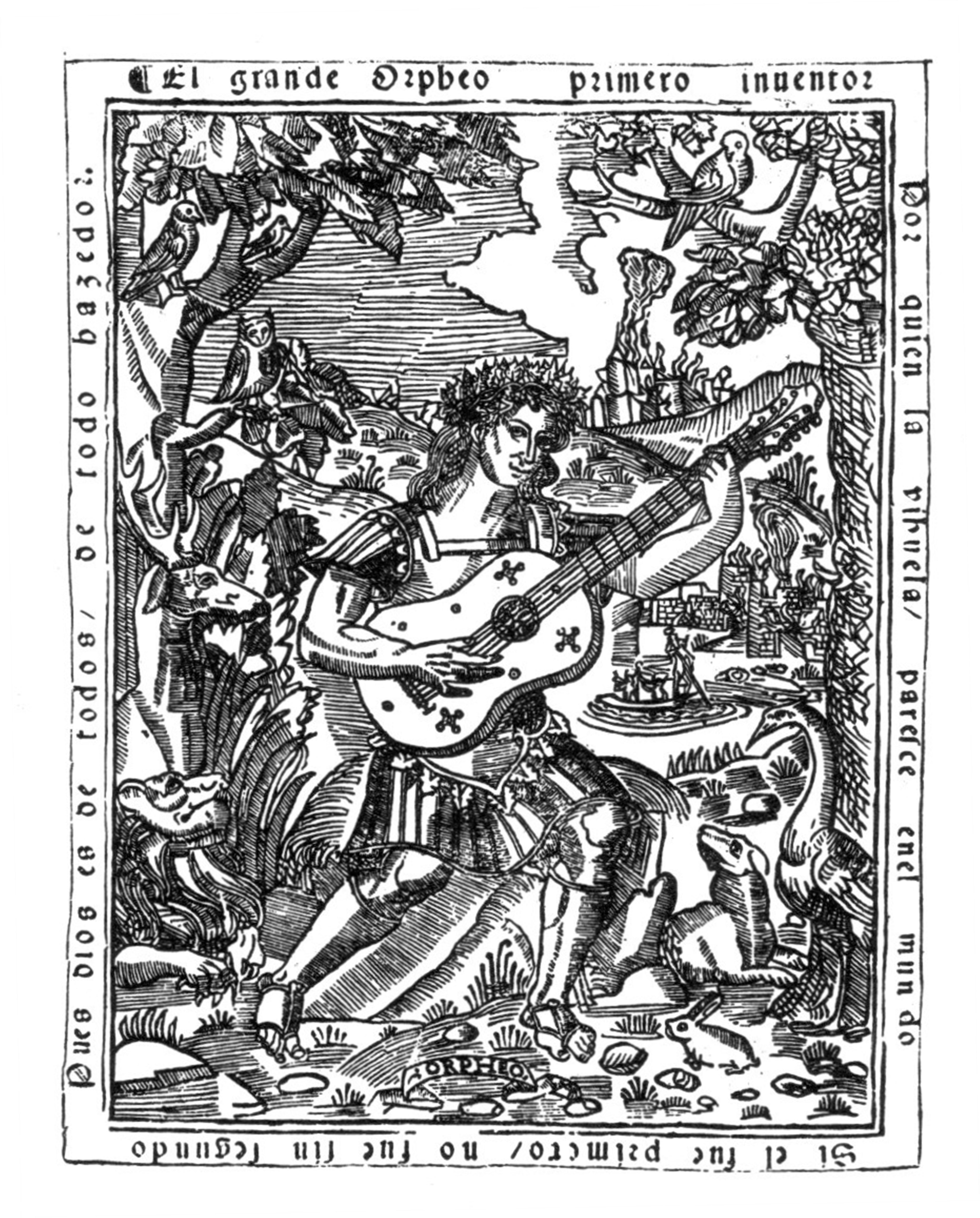
Orfeu cântând la vihuela. Dintr-o carte de Luis de Milán, Libro de música de vihuela de mano intitulado El maestro (1536)